# Черч-Гілл (Теннессі)
Черч-Гілл (англ. Church Hill) — місто (англ. city) в США, в окрузі Гокінс штату Теннессі. Населення — 6998 осіб (2020).

## Географія
Черч-Гілл розташований за координатами 36°31′15″ пн. ш. 82°42′54″ зх. д. / 36.52083° пн. ш. 82.71500° зх. д. (36.520769, -82.714925).  За даними Бюро перепису населення США в 2010 році місто мало площу 25,40 км², з яких 24,22 км² — суходіл та 1,18 км² — водойми.

## Демографія
Згідно з переписом 2010 року, у місті мешкало 6737 осіб у 2797 домогосподарствах у складі 1980 родин. Густота населення становила 265 осіб/км².  Було 3101 помешкання (122/км²).
Расовий склад населення:
| - 96,6 % — білих - 1,4 % — чорних або афроамериканців - 0,6 % — азіатів - 0,2 % — корінних американців |

До двох чи більше рас належало 0,8 %. Частка іспаномовних становила 1,4 % від усіх жителів.
За віковим діапазоном населення розподілялося таким чином: 21,9 % — особи молодші 18 років, 60,9 % — особи у віці 18—64 років, 17,2 % — особи у віці 65 років та старші. Медіана віку мешканця становила 41,9 року. На 100 осіб жіночої статі у місті припадало 92,4 чоловіків;  на 100 жінок у віці від 18 років та старших — 89,4 чоловіків також старших 18 років.
Середній дохід на одне домашнє господарство  становив 51 525 доларів США (медіана — 43 902), а середній дохід на одну сім'ю — 58 752 долари (медіана — 53 717). Медіана доходів становила 46 448 доларів для чоловіків та 26 536 доларів для жінок. За межею бідності перебувало 14,2 % осіб, у тому числі 17,2 % дітей у віці до 18 років та 10,5 % осіб у віці 65 років та старших.
Цивільне працевлаштоване населення становило 2702 особи. Основні галузі зайнятості: освіта, охорона здоров'я та соціальна допомога — 24,2 %, виробництво — 21,2 %, роздрібна торгівля — 13,1 %, будівництво — 9,9 %.